# Колфакс (Айова)
Колфакс (англ. Colfax) — город (англ. city) в округе Джаспер штата Айова, США. Население в 2010—2093 человека. Округ назван в честь политика Шайлера Колфакса.
Во время наводнения 1993 года вода поднялась до отметки 6 метров. В 2010 рекорд был побит, уровень воды в городе достигал 6,7 метра. Наводнение было вызвано проливными дождями, не прекращавшимися несколько суток.

## Население
Согласно переписи 2010, в городе проживало 2093 человека в 851 домохозяйстве в составе 569 семей.
Расовый состав населения:
- 98,3% - белых
- 0,4% - коренных американцев
- 0,3% - черных или афроамериканцев
- 0,1% - азиатов

Трудоустроенное население составляло 895 человек. Основные области занятости: образование, здравоохранение и социальная помощь - 27,3%, производство - 14,4%, ученые, специалисты, менеджеры - 10,4%, финансы, страхование и недвижимость - 7,5%.

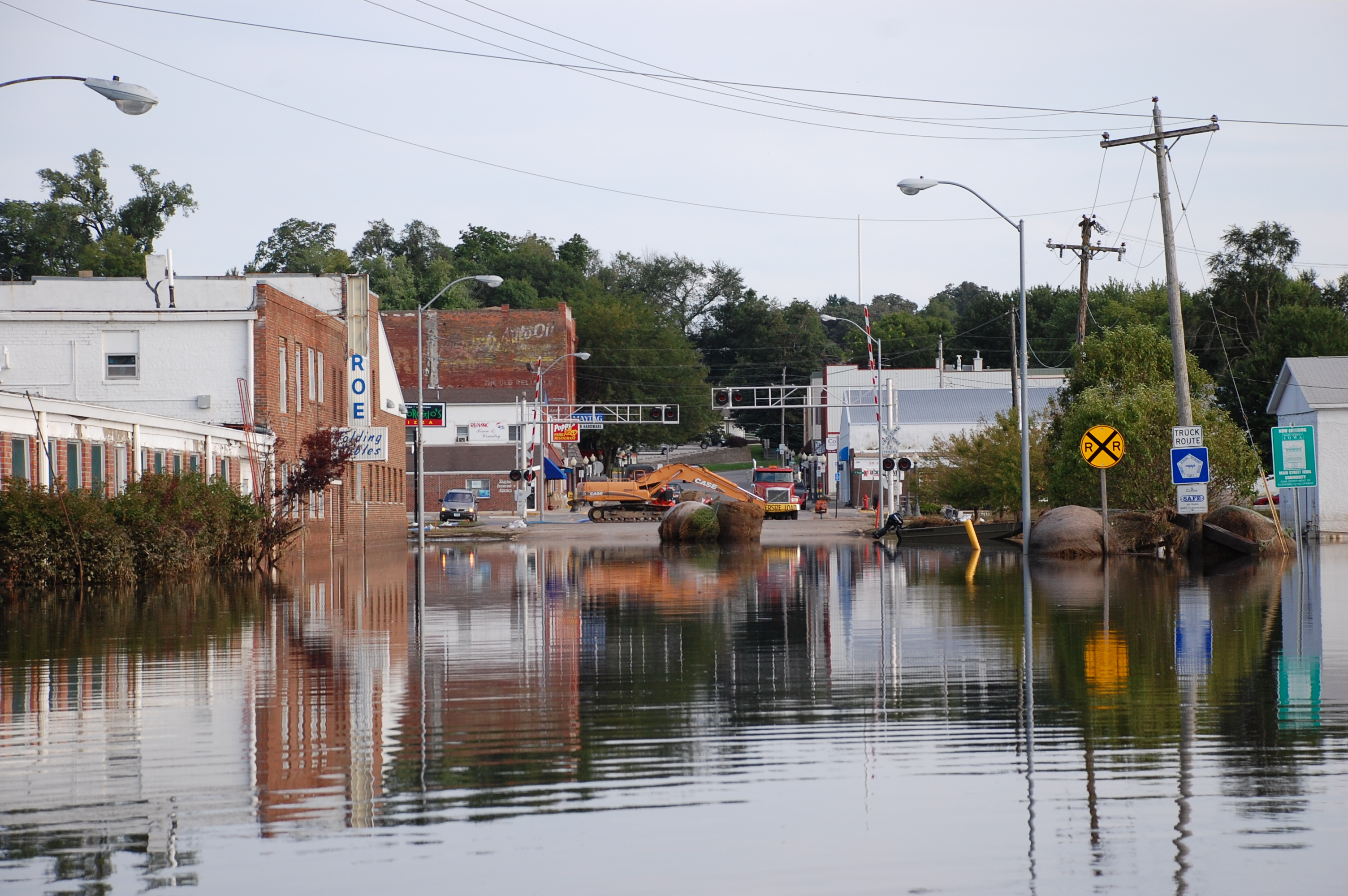
Затопленная дорога в Колфаксе, Айова, 2010